# Terras (Lajes do Pico)
O Terras é uma localidade portuguesa da freguesia da Lajes, concelho da Lajes do Pico, ilha do Pico, arquipélago dos Açores.
Este povoado encontra-se próximo às localidades da Silveira, da Soldão, da Ribeira do Cabo, da Almagreira, da Ribeira de Cima, da Ribeira de Baixo e do lugar da Ribeira do Meio.